# Elección al Senado de los Estados Unidos en Wisconsin de 2022
La elección del Senado de los Estados Unidos de 2022 en Wisconsin se realizó el 8 de noviembre de 2022 para elegir a un miembro del Senado de los Estados Unidos de Wisconsin. La primaria es el 9 de agosto de 2022.
El senador republicano titular Ron Johnson fue elegido por primera vez en 2010. En 2016, fue reelegido con el 50,17% de los votos frente a su predecesor demócrata Russ Feingold. En 2016, Johnson se comprometió a cumplir solo dos mandatos; sin embargo, rompió esa promesa y se postula para la reelección para un tercer mandato.
Se espera que el escaño en el Senado de Wisconsin sea uno de los más atacados por los demócratas nacionales en 2022 para un posible cambio. El Partido Demócrata ha tenido un éxito considerable en las elecciones estatales recientes, en particular, incluidas las elecciones de Wisconsin de 2018 (cuando los demócratas ganaron todas las contiendas estatales en la boleta electoral, incluido el otro escaño del Senado del estado) y las elecciones presidenciales de los Estados Unidos de 2020 en Wisconsin que ganó el demócrata Joe Biden, aunque el expresidente republicano Donald Trump ganó el estado en 2016.